# Waldemar Krause (SS-Mitglied)
Erich Waldemar Krause (* 15. Juli 1908 in Straßburg; † 8.  April 1992 in Kiel) war ein deutscher Kriminalpolizist, SS-Sturmbannführer und Führer des Sonderkommandos 4b der Einsatzgruppe C in der Sowjetunion.

## Leben
Während die Angaben zu Krauses Tätigkeit als Chef des SS-Sonderkommandos 4b in der Literatur übereinstimmen, sind sie bei seiner früheren Tätigkeit teilweise ungenau bis widersprüchlich. Laut dem Braunbuch der DDR war er – ohne genaue Zeitangabe – als Kriminalrat im Reichskriminalpolizeiamt im Referat I A 3 tätig, er trat zum 1. Mai 1933 der NSDAP bei (Mitgliedsnummer 2.953.348) und schloss sich auch der SS an (SS-Nummer 346.964).
Nach dem Historiker Stephan Linck hat Krause an einem von ihm nicht näher datierten Lehrgang für Kriminalkommissare auf der Führerschule der Sicherheitspolizei in Berlin-Charlottenburg teilgenommen und war im Amt V des Reichssicherheitshauptamtes („Kriminalpolizei“) tätig.
Dem Historiker Gerhard Paul zufolge hatte Krause bis 1943 die Kriminalpolizei (Kripo) Saarbrücken geleitet, ehe er zum Kommandeur der Sicherheitspolizei und des SD (KdS) ins besetzte Stalino (Sowjetunion) abgeordnet wurde. Nach der Abberufung des dortigen KdS avancierte Krause im August 1943 zum Leiter des für die Judenerschießungen in der Ukraine verantwortlichen Sonderkommandos 4b der Einsatzgruppe C, dessen Leitung er bis Januar 1944 innehatte.
Am 13. oder 14. Dezember 1943 erschoss Krauses Sonderkommando in der ukrainischen Stadt Wolodymyr etwa 1000 jüdische Handwerker, die man bei der Besatzung 1942 und der Ermordung von 13.500 Menschen des dortigen jüdischen Ghettos im September zunächst noch am Leben gelassen hatte. Die Eisenbahnschienen, die als Roste zur späteren Verbrennung der Leichen benutzt wurden, waren bereits angelegt. „Damit war“, so urteilt der Historiker Dieter Pohl „die ‚Endlösung‘ im Reichskommissariat abgeschlossen“.
Gegen Kriegsende gelang Krause, der Rattenlinie Nord folgend, die Flucht nach Flensburg. Zu seinem Zufluchtsort äußerte er 1961 in einer Festschrift Zehn Jahre Kameradschaft Kriminalpolizei Flensburg:

„In den turbulenten Tagen vor und nach der Kapitulation am 8. Mai 1945 wurde […] Flensburg Zufluchtsort zahlreicher Angehöriger des Reichskriminalpolizeiamtes.“

Krause bewarb sich, so Gerhard Paul, nach Einführung des die Rückkehr belasteter Beamter in den Staatsdienst erleichternden Artikels 131 in das Grundgesetz 1951 um seine Wiedereinstellung als Kriminalbeamter. Bis 1960 gelang ihm der Aufstieg zum Leiter der Bezirkskriminalpolizeistelle Flensburg. Nach einem Bericht des Nachrichtenmagazins Der Spiegel wurde Krause Ende August 1963 verhaftet und befand sich bis August 1964 in Untersuchungshaft, da er nach Ermittlungen der Zentralstelle zur Aufklärung von NS-Kriegsverbrechen in Dortmund verdächtigt wurde, als Leiter des Sonderkommandos 4b für die von diesem begangenen Morde verantwortlich zu sein. Der zuständige Haftrichter am Amtsgericht Ratingen bei Düsseldorf sah im Falle einer Entlassung Krauses aus der Untersuchungshaft wegen der andauernden Ermittlungen Fluchtgefahr, so dass er der Haftentlassung erst zustimmte, nachdem er von mehr als einem Dutzend höheren schleswig-holsteinischen Polizeibeamten jeweils Summen zwischen 500 und 6.000 DM Kaution erwirkt hatte.
1970 erhob die zuständige Düsseldorfer Staatsanwaltschaft Anklage. Der Tatvorwurf lautete, Krause habe „zu der grausam begangenen Tötung von mindestens 500 Menschen wissentlich durch Tat Hilfe geleistet“, indem er „im Bezirk Luzk/Ukraine die Erschießung von mindestens 500 im sogenannten Handwerker-Getto lebenden Juden in einem naheliegenden Wald angeordnet und überwacht“ habe. Nach Vorlage von ärztlichen Attesten, die ihm einen schlechten Gesundheitszustand bescheinigten, wurde das Verfahren jedoch 1974 eingestellt.
Unterstützt wurde Krause während der gegen ihn gerichteten Ermittlungen von der „Kameradenhilfe“ des ehemaligen Polizeioffiziers Willy Papenkort, der im Oktober 1941 selbst an der Ermordung der jüdischen Bevölkerung im weißrussischen Sluzk beteiligt gewesen war. 1982 nahm die Staatsanwaltschaft Kiel neue Ermittlungen auf, die umgehend eingestellt wurden, als der damalige Landesjustizminister Schleswig-Holsteins Henning Schwarz entgegen den Fakten auf eine parlamentarische Anfrage des SPD-Landtagsabgeordneten Uwe Jensen mitteilte, „Krause komme als Täter nicht in Betracht“, er sei wohl mit einem „namensgleiche[n], im übrigen unbekannt gebliebene[n] Zivilbedienstete[n] am Tatort in Rußland“ verwechselt worden.

## Schriften
- Unsere Dienststelle im Wandel der Zeiten. In: Zehn Jahre Kameradschaft. Kriminalpolizei Flensburg 1951–1961. Verlag Deutsche Polizei, Hamburg 1961.